# A hullahó-akció
A hullahó-akció (eredeti cím: Red One) 2024-ben bemutatott amerikai akcióvígjáték, melyet Jake Kasdan rendezett. A forgatókönyvet Hiram Garcia eredeti történetéből Chris Morgan írta. A főszerepben Dwayne Johnson, Chris Evans, Lucy Liu és J. K. Simmons látható. A filmet a Metro-Goldwyn-Mayer Pictures, a Seven Bucks Productions, a Chris Morgan Productions és a The Detective Agency készítette, az Amerikai Egyesült Államokban az Amazon MGM Studios, világszerte a Warner Bros. Pictures forgalmazza.
Az Egyesült Királyságban 2024. november 6-án jelent meg. Magyarországon nyolc nappal korábban, november 7-én debütált az InterCom forgalmazásában. Az Amerikai Egyesült Államokban november 15-én mutatták be a mozikban. 

## Cselekmény
Callum Drift, a Mikulás biztonsági főnöke nyugdíjazást kér, mivel kiábrándult a világban elharapódzott rossz viselkedésből, amit a Mikulás rosszcsontlistájának növekedése példáz. Karácsony este egy beszivárgó csapat betör az Északi-sarki komplexumba, és elrabolja a Mikulást. Callum értesíti a MANO igazgatóját, Zoe Harlow-t az emberrablásról, és csapata rájön, hogy az Északi-sark titkos helyét Jack O'Malley, egy zsoldos hacker találta meg, aki azt állítja, hogy bármit képes megtalálni a világon.
Zoe elfogatja Jacket, de Jack nem tudta, hogy az általa feltört információ a Mikulással kapcsolatos, és csupán elküldte az említett információt egy névtelen vevőnek. Zoe felajánlja, hogy megduplázza Jack fizetését, ha segít megtalálni a Mikulást. Callum vonakodva összeáll Jackkel, hogy megtalálják a Mikulást, először is felkutatva a brókert, aki az üzletet intézte Jack és az emberrabló között. A bróker elmondja nekik, hogy az emberrabló Gryla, a téli boszorkány. Gryla tudomást szerez a beszélgetésükről, és a hóembereit küldi rájuk, hogy megtámadja őket, bár Callum és Jack le tudja győzni őket.
Callum arra gyanakszik, hogy Gryla talán Krampusznak, a Mikulás elhidegült testvérének dolgozik, aki egyben Gryla volt szeretője is. Callum és Jack betörnek Krampusz rejtekhelyére, de elfogják őket. Callum arra kéri Krampuszt, hogy segítsen a testvérének, de Krampusz visszautasítja. Annak ellenére, hogy elmehet, Jack marad, és ráveszi Krampuszt, hogy játsszon Callummal Krampuszcsapást, amelynek során Jack visszaszerzi Callum varázskesztyűjét, és visszaadja neki, így a páros elmenekülhet.
Gryla és a fiai a Mikulást egy páncélteremben tartják, amely elszívja a mágiáját, és eszméletlenül tartja. Gryla lemásolja a glaskafigot, egy mágikus hógömböt, azzal a szándékkal, hogy örökre bebörtönözve a világot megszabadítsa a rossz gyerekektől. Gryla elhatározza, hogy a hógömböket Jacken és elhidegült fián, Dylán teszteli. Mindegyiküknek küld egy-egy hógömböt, amely bebörtönzi őket, és visszatér a rejtekhelyére. Jack és Dylan a hógömbjeikben egymás mellé kerülnek, és a páros szívhez szóló beszélgetést folytat, ami azáltal, hogy "kedvesebbé" teszi őket, a hógömbök széttörnek és kiszabadítják őket.
Mivel Zoe korábban nyomkövetőt helyezett Jackre, ő és Callum rájönnek, hogy Jacket az Északi-sarki komplexumba vitték. Rájönnek, hogy Gryla, a kivonó csapata és a Mikulás sosem hagyta el az Északi-sarkot. Callum és Zoe elmennek az Északi-sarkra, és kiszabadítják Nénét és Callum többi biztonsági alkalmazottját, akiket fogva tartottak. A Mikulás régi műhelyében megtalálják Jacket és Dylant, valamint a játékmásoló berendezést, amelyet Gryla a hógömbök másolásához használt.
Gryla egy eszméletlen Mikulással távozni készül, mivel a szánján akarja kivinni a hógömböket. Verekedés alakul ki, és Grylát Callum és Jack állítja meg, Krampusz segítségével. A Mikulás magához tér és Grylát az egyik saját gömbjébe zárják és átadják Zoénak.
Miután Grylát legyőzték, mindenki felkészül az éjszakai karácsonyi futásra. A Mikulás meghívja Jacket és Dylant, hogy kísérjék el őt karácsony este, amit elfogadnak. A sikeres futás során Callum végignézi, ahogy Jack visszanyeri csodáját, és kapcsolatot épít ki Dylannel; ez meggyőzi őt arról, hogy ne vonuljon vissza.

## Szereplők
| Szereplő             | Színész                    | Magyar hang         |
| -------------------- | -------------------------- | ------------------- |
| Callum Drift         | Dwayne Johnson             | Galambos Péter      |
| Jack O'Malley        | Chris Evans                | Zámbori Soma        |
| Jack O'Malley        | Wyatt Hunt (fiatalon)      | Endrődy Regő        |
| Zoe                  | Lucy Liu                   | Kökényessy Ági      |
| Mikulás / Piros 1-es | J. K. Simmons              | Barbinek Péter      |
| Grýla                | Kiernan Shipka             | Antóci Dorottya     |
| Néne                 | Bonnie Hunt                | Szőlőskei Tímea     |
| Garcia ügynök        | Reinaldo Faberlle (hangja) | Olt Tamás           |
| Krampusz             | Kristofer Hivju            | Ifj. Jászai László  |
| Ted                  | Nick Kroll                 | Lovas Dániel        |
| Dylan                | Wesley Kimmel              | Vizler Deján        |
| Olivia               | Mary Elizabeth Ellis       | Ligeti Kovács Judit |
| Rick bácsi           | Marc Evan Jackson          | Hirtling István     |

### Magyar változat
- Magyar szöveg: Tóth Tamás
- Felvevő hangmérnök: Jacsó Bence
- Vágó: Sári-Szemerédi Gabriella
- Gyártásvezető: Kincses Tamás
- Szinkronrendező: Tabák Kata
- Produkciós vezető: Hagen Péter

A szinkront a Mafilm Audio Kft. készítette el.

## Fordítás
- Ez a szócikk részben vagy egészben  a   Red One (film) című angol Wikipédia-szócikk ezen változatának fordításán alapul.  Az eredeti cikk szerkesztőit annak laptörténete sorolja fel. Ez a jelzés csupán a megfogalmazás eredetét és a szerzői jogokat jelzi, nem szolgál a cikkben szereplő információk forrásmegjelöléseként.